# Jeppe Hansson (Svinhuvud)
Jeppe Hansson i Risholn, bergsman vid Kopparberget i Dalarna. Han tillhörde Svinhufvudsläkten och tjänstgjorde som domare vid berget olika år mellan 1463 och 1481. Han var gift med Margit Hansdotter, dotter till bergsfogden Hans Brännekettil. Deras barn var:
- Hans Jeppesson, bergsfogde och domare, död ca 1540
- Barbara Jeppesdotter †1505, nunna och priorissa i Vadstena
- Agneta Jeppesdotter g m Lyder Henriksson (Berkevelde)
- Birgitta Jeppesdotter g m Hans Westfal, mor till Erik Hansson i Aspeboda